# 近文大橋
近文大橋（ちかぶみおおはし、英語：Chikabumiohashi Bridge）は、北海道旭川市の石狩川、函館本線に架かる橋。

## 概要
1984年（昭和59年）、旭川新道初の供用区間として暫定2車線で開通。2000年（平成12年）に下流側に橋が添架され、翌年に4車線化の供用開始となった。

## 周辺
道央自動車道旭川鷹栖ICに近接している。
- 嵐山公園
  - アイヌ文化の森・伝承のコタン[6]
  - 北邦野草園
- 忠和公園
  - 忠和公園体育館